# Caféracer

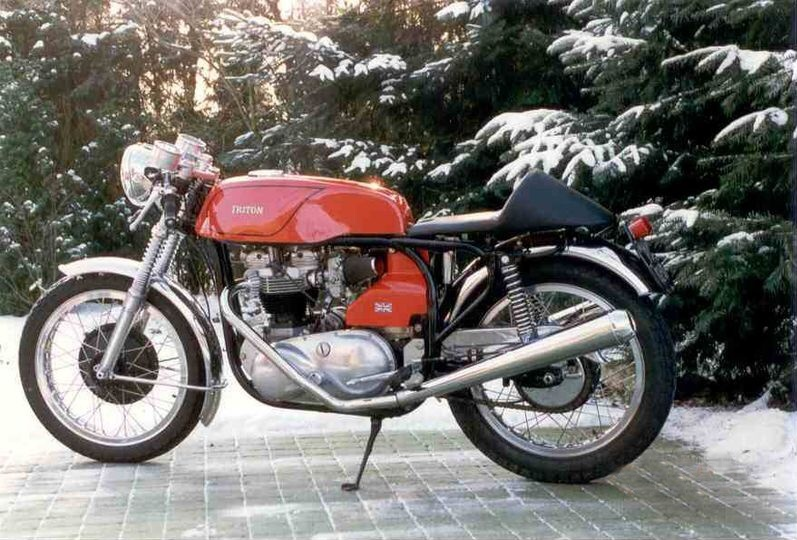
En modifierad Triton-motorcykel.

En caféracer, av engelskans café racer, är en standardmotorcykel som byggts om för lokala motorcykeltävlingar av spontan natur. Företeelsen startade gissningsvis på tidigt 1950-tal, i Storbritannien, när skinnknuttar tävlade i att köra snabbast mellan lokala kaféer. En inte helt oviktig drivkraft var också att ge motorcyklarna en estetik som efterliknade tidens fabriksracers. Caferacerbyggandet tog verklig fart i samband att BSA lanserade modellen Gold Star, en standardmotorcykel som redan från fabrik var raceinspirerad.
Den amerikanska motsvarigheten kallas för Bobber. Beroende på att de europeiska vägarna i allmänhet var kurvigare hade caféracern mer emfas på väghållning jämfört med de amerikanska kusinerna där "rakt fram"-prestanda var prioriterat.
För caféracern typiska modifikationer är bl.a: clip-on- eller TT-styre och tillbakaflyttade fotpinnar, som ger en framåtlutad aerodynamisk körställning, sadel av ensitstyp med ankstjärt, bättre bromsar och väghållningsförbättrande åtgärder som till exempel avancerade bakstötdämpare. Här kan man tydligt se skillnaden mot en bobber, som ofta istället är stelopererad, för att på så sätt spara vikt. Det vill säga bakfjädringen har helt tagits bort, vilket försämrar väghållningen men ökar accelerationen tack vare den lägre vikten.